# Превели (пляж)
Пре́вели (греч. Πρέβελη, так же именуемый как Пальмовый пляж) — пляж и лагуна, расположенный ниже одноимённого монастыря, в устье ущелья Курталиотико, по которому течёт река Мегалопотамос. Из-за реки температура морской воды в районе Превели немного ниже, чем на других районах острова. Получил название по монастырю Превели. За пляжем находится обширная поляна финиковых пальм Теофраста (Phoenix theophrasti). Пляж регулярно обслуживается туристическими лодками из соседнего курорта Плакьяс (Πλακιάς).
«Фирменный» знак пляжа (помимо основного — пальмового леса) — одинокая скала в море в виде сердца.
22 августа 2010 года, большая часть пальмовой рощи была разрушена в результате пожара, но уже в 2011 году она быстро и естественно регенерировалась. В сезонах 2011—2012 годов доступ в рощу был частично закрыт, но сам пляж был доступен.
Непосредственно к пляжу подъезда нет, к нему надо спускаться.

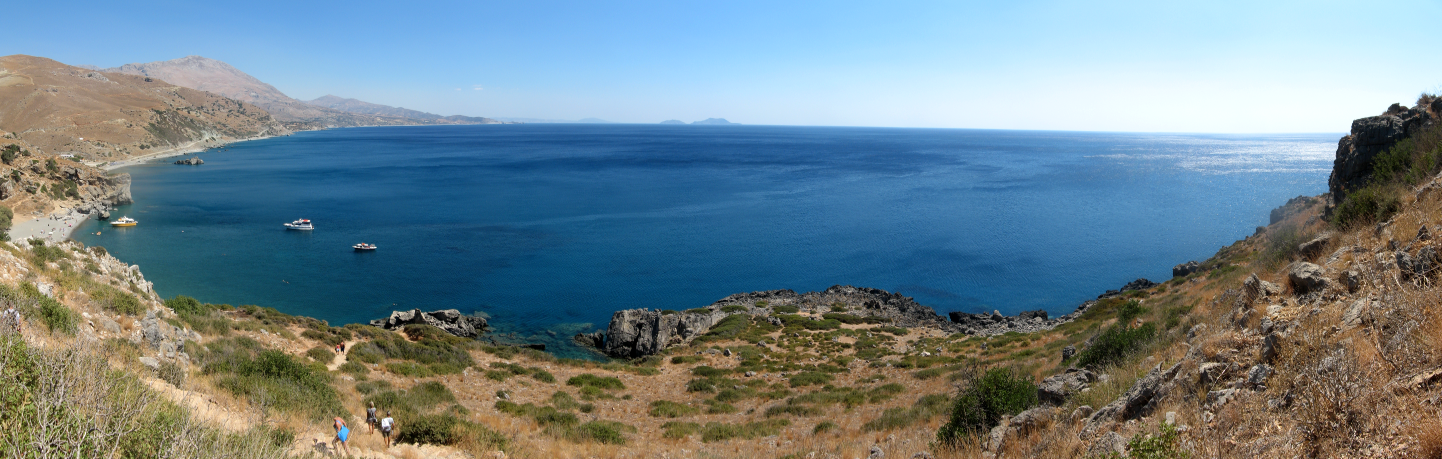
Панорама Превели
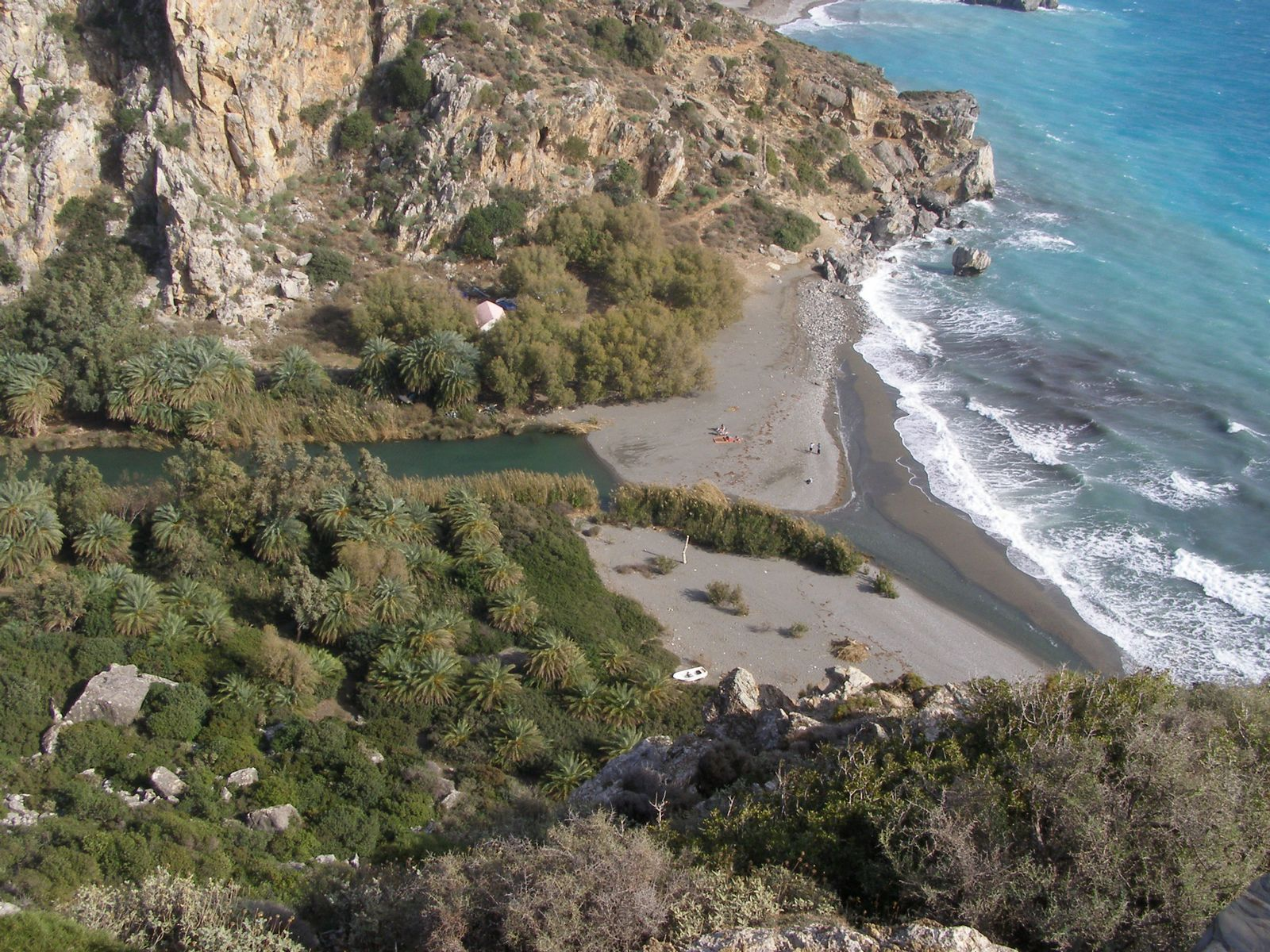
Превели до пожара 2010 года